# Puchar Europy Mistrzów Klubowych (1976/1977)
XXII Puchar Europy Mistrzów Klubowych 1976/1977

(ang. European Champion Clubs' Cup)

## I runda
| Íþróttabandalag Akraness - Trabzonspor 1:3 i 2:3 1 15.09 1976 0:1 Perikli 35, 1:1 Sveinsson 56, 1:2 Gayhi 85, 1:3 Gayhi 87 (mecz w Reykjaviku) 2 29.09 1976 0:1 Husseyin 8, 1:1 Porgarsson 18, 1:2 Husseyin 49, 2:2 Porgarsson 55k, 2:3 Engin 70                                           |
| Austria Wiedeń - Borussia Mönchengladbach 1:0 i 0:3 1 15.09 1976 1:0 Daxbacher 23 2 29.09 1976 0:1 Stielike 39, 0:2 Bonhof 54k, 0:3 Heynckes 57 |
| Club Brugge - Steaua Bukareszt 2:1 i 1:1 1 15.09 1976 1:0 Davies 51, 1:1 Introi 60, 2:1 Verheecke 84 2 29.09 1976 0:1 Vigu 25, 1:1 Lambert 71 |
| CSKA Sofia - AS Saint-Étienne 0:0 i 0:1 1 15.09 1976 2 29.09 1976 Piazza 28 |
| Dynamo Drezno - SL Benfica 2:0 i 0:0 1 15.09 1976 1:0 Kotte 74, 2:0 Riedel 78 2 29.09 1976 |
| Dundalk - PSV Eindhoven 1:1 i 0:6 1 15.09 1976 1:0 McDougal 6, 1:1 van der Kuylen 75 2 29.09 1976 0:1 van der Kuylen 19, 0:2 Postuma 33, 0:3 R.van de Kerkhof 38, 0:4 R.van de Kerkhof 52, 0:5 R.van de Kerkhof 59, 0:6 R.van de Kerkhof 90                                                |
| Ferencvárosi TC – Jeunesse Esch 5:1 i 6:2 1 15.09 1976 0:1 Giuliani 11, 1:1 Nyilasi 14, 2:1 Nyilasi 22, 3:1 Magyar 35, 4:1 Onhausz 48, 5:1 Ebedli 79 2 29.09 1976 1:0 Nyilasi 2, 2:0 Nyilasi 27, 3:0 Pusztai 43, 3:1 Zwally 45, 3:2 Zwally 47, 4:2 Szabó 65, 5:2 Szabó 67k, 6:2 Pusztai 90 |
| Dynamo Kijów - FK Partizan 3:0 i 2:0 1 15.09 1976 1:0 Oniszczenko 7, 2:0 Troszkin 80, 3:0 Błochin 88k 2 29.09 1976 1:0 Muntjan 11, 2:0 Slobodjan 65 |
| Omonia Nikozja - PAOK FC 0:2 i 1:1 1 15.09 1976 0:1 Koudas 38, 0:2 Sarafis 87 2 29.09 1976 1:0 Philippos 33k, 1:1 Sarafis 72 |
| Rangers - FC Zürich 1:1 i 0:1 1 15.09 1976 0:1 Cucinotta 1, 1:1 Parlane 34 2 29.09 1976 0:1 Martinelli 8 |
| Stal Mielec - Real Madryt 1:2 i 0:1 1 15.09 1976 0:1 Santillana 8, 0:2 del Bosque 52, 1:2 Sekulski 73 2 29.09 1976 0:1 Pirri 64 (mecz w Walencji) |
| Viking FK - Baník Ostrawa 2:1 i 0:2 1 15.09 1976 1:0 Valen 13, 2:0 Johanessen 28, 2:1 Slaný 81 2 29.09 1976 0:1 Vojaček 28, 0:2 Vojaček 54 |
| Torino Calcio - Malmö FF 2:1 i 1:1 1 15.09 1976 1:0 Mozzini 44, 1:1 H.Jonsson 87, 2:1 Graziani 90 2 29.09 1976 1:0 P.Sala 3, 1:1 Ljungberg 57k |
| Liverpool - Crusaders F.C. 2:0 i 5:0 1 14.09 1976 1:0 Neal 19k, 2:0 Toshack 64 2 28.09 1976 1:0 Keegan 34, 2:0 Johnson 80, 3:0 McDermott 84, 4:0 Heighway 86, 5:0 Johnson 89 |
| Køge BK - Bayern Monachium 0:5 i 1:2 1 15.09 1976 0:1 Torstensson 3, 0:2 G.Müller 19, 0:3 Torstensson 23, 0:4 G.Müller 33, 0:5 Dürnberger 63 (mecz w Kopenhadze) 2 29.09 1976 0:1 Beckenbauer 7, 1:1 S. Poulsen 34, 1:2 Torstensson 74                                                     |
| Sliema Wanderers - Turun Palloseura 2:1 i 0:1 1 15.09 1976 1:0 Aguilina 60, 1:1 Manninen 70, 2:1 Aguilina 76 2 29.09 1976 0:1 Suhonen 85 |

## II runda
| Dynamo Kijów - PAOK FC 4:0 i 2:0 1 20.10 1976 1:0 Burjak 12, 2:0 Burjak 22, 3:0 Kołotow 27, 4:0 Słobodjan 60 2 03.11 1976 1:0 Kołotow 73, 2:0 Błochin 82                                                       |
| Ferencvárosi TC – Dynamo Drezno 1:0 i 0:4 1 20.10 1976 1:0 Onhausz 34 2 03.11 1976 0:1 Heidler 42, 0:2 Schmuck 52, 0:3 Riedel 59, 0:4 Kotle 73                                                                 |
| Real Madryt - Club Brugge 0:0 i 0:2 1 20.10 1976 (mecz w Maladze) 2 03.11 1976 0:1 Lefevre 19, 0:2 Camacho 40s                                                                                                 |
| AS Saint-Étienne - PSV Eindhoven 1:0 i 0:0 1 20.10 1976 1:0 Piazza 62 2 03.11 1976 |
| Torino Calcio - Borussia Mönchengladbach 1:2 i 0:0 1 20.10 1976 0:1 Vogts 28, 1:1 P. Sala 64, 1:2 Klinkhammer 78 2 03.11 1976 (mecz w Düsseldorfie)                                                            |
| Trabzonspor - Liverpool 1:0 i 0:3 1 20.10 1976 1:0 Cemil 62k 2 03.11 1976 0:1 Heighway 8, 0:2 Johnson 10, 0:3 Keegan 18                                                                                        |
| FC Zürich – Turun Palloseura 2:0 i 1:0 1 20.10 1976 1:0 Cucinotta 17, 2:0 Scheiwiler 71 2 03.11 1976 1:0 Cucinotta 70                                                                                          |
| Baník Ostrawa - Bayern Monachium 2:1 i 0:5 1 20.10 1976 1:0 Lorenc 11, 2:0 Lička 27, 2:1 G. Müller 53 2 03.11 1976 0:1 G. Müller 15, 0:2 Rummenigge 37, 0:3 G. Müller 49, 0:4 Kapellman 71, 0:5 Torstensson 74 |

## 1/4 finału
| Bayern Monachium - Dynamo Kijów 1:0 i 0:2 1 02.03 1977 1:0 Kunkel 43 2 16.03 1977 0:1 Burjak 83k, 0:2 Słobodjan 88                                                                            |
| Borussia Mönchengladbach - Club Brugge 2:2 i 1:0 1 02.03 1977 0:1 Cools 23, 0:2 Courant 39, 1:2 Kulik 43, 2:2 Simonsen 63 (mecz w Düsseldorfie) 2 16.03 1977 1:0 Hannes 82                    |
| AS Saint-Étienne - Liverpool 1:0 i 1:3 1 02.03 1977 1:0 Bathenay 79 2 16.03 1977 0:1 Keegan 2, 1:1 Bathenay 51, 1:2 R. Kennedy 58, 1:3 Fairclough 84                                          |
| FC Zürich - Dynamo Drezno 2:1 i 2:3 1 02.03 1977 1:0 Cucinotta 41, 1:1 Kreische 77, 2:1 Risi 90 2 16.03 1977 0:1 Schade 18k, 1:1 Cucinotta 37, 1:2 Kreische 54, 1:3 Kreische 63, 2:3 Rissi 64 |

## 1/2 finału
| Dynamo Kijów - Borussia Mönchengladbach 1:0 i 0:2 1 06.04 1977 1:0 Oniszczenko 71 2 20.04 1977 0:1 Bonhof 21k, Wittkamp 82 (mecz w Düsseldorfie)          |
| FC Zürich - Liverpool 1:3 i 0:3 1 06.04 1977 1:0 Risi 6k, 1:1 Neal 13, 1:2 Heighway 48, 1:3 Neal 67k 2 20.04 1977 0:1 Case 32, 0:2 Case 76, 0:3 Keegan 79 |

## Finał
| 25 maja 1977 Rzym Stadio Olimpico (52 000) Liverpool - Borussia Mönchengladbach 3:1 (1:0) Sędzia: Robert Wurtz (Francja) Bramki: 1:0 McDermott 28, 1:1 Simonsen 52, 2:1 Smith 64, 3:1 Neal 82k Żółte kartki: - / Uli Stielike Liverpool Football Club (trener Bob Paisley): Ray Clemence - Phil Neal, Joey Jones, Tommy Smith, Emlyn Hughes (kapitan), Jimmy Case, Ray Kennedy, Ian Callaghan, Terry McDermott, Kevin Keegan, Steve Heighway Borussia VfL 1900 e.V. Mönchengladbach (trener Udo Lattek): Wolfgang Kneib - Berti Vogts (kapitan), Hans Klinkhammer, Hans-Jürgen Wittkamp, Winfried Schäfer, Horst Wohlers (79 Wilfried Hannes), Herbert Wimmer (24 Christian Kulik), Uli Stielike, Rainer Bonhof, Allan Simonsen, Jupp Heynckes |